# Ruandopsis flavoscutellata
Ruandopsis flavoscutellata är en insektsart som beskrevs av Evans 1971. Ruandopsis flavoscutellata ingår i släktet Ruandopsis och familjen dvärgstritar. Inga underarter finns listade i Catalogue of Life.